# Kleinkahl
Kleinkahl – miejscowość i gmina w Niemczech, w kraju związkowym Bawaria, w rejencji Dolna Frankonia, w regionie Bayerischer Untermain, w powiecie Aschaffenburg, wchodzi w skład wspólnoty administracyjnej Schöllkrippen. Leży około 20 km na północny wschód od Aschaffenburga, nad rzeką Kahl.
1 stycznia 2019 do gminy przyłączono 2,35 km² pochodzące ze zlikwidowanego obszaru wolnego administracyjnie Huckelheimer Wald.

## Dzielnice
W skład gminy wchodzą następujące dzielnice: Edelbach, Großkahl, Großlaudenbach, Kleinkahl, Kleinlaudenbach i Bamberger Mühle.

## Demografia
| Rok  | Liczba mieszk. |
| ---- | -------------- |
| 1970 | 1608           |
| 1987 | 1582           |
| 2000 | 1842           |
| 2006 | 1855           |

## Polityka
Wójtem jest Angelika Krebs. Rada gminy składa się z 13 członków:
|      | CSU-Wspólnota Wyborcza | Razem     |
| 2002 | 13                     | 13 miejsc |

## Oświata
(na 1999)

W gminie znajduje się 75 miejsc przedszkolnych (z 55 dziećmi).